# Криуша (Дальнеконстантиновский район)
Криуша — деревня в Дальнеконстантиновском районе Нижегородской области. Входит в состав Нижегородского сельсовета.

## География
Находится в 18 км от Дальнего Константинова и в 41 км от Нижнего Новгорода.

## История
В «Списке населенных мест» Нижегородской губернии по данным за 1859 год значится как владельческая деревня при речке Тунаевке 40 верстах от Нижнего Новгорода. В деревне насчитывалось 72 двора и проживало 442 человека (195 мужчин и 247 женщин). В национальном составе населения преобладали терюхане.

## Население
| 2002 | 2010 |
| ---- | ---- |
| 43   | ↗49  |

Национальный состав
Согласно результатам переписи 2002 года, в национальной структуре населения русские составляли  100 % из 43 человек.